# Вавришово
Вавришово (слч. Vavrišovo) насељено је мјесто са административним статусом сеоске општине (слч. obec) у округу Липтовски Микулаш, у Жилинском крају, Словачка Република.

## Становништво
| Година:    | 1994. | 2004.    | 2014.    | 2024.   |
| ---------- | ----- | -------- | -------- | ------- |
| Број људи: | 515   | 598      | 672      | 689     |
| Разлика:   |       | +16,11 % | +12,37 % | +2,52 % |

| Година:    | 2023. | 2024.   |
| ---------- | ----- | ------- |
| Број људи: | 688   | 689     |
| Разлика:   |       | +0,14 % |

Према подацима о броју становника из 2011. године насеље је имало 662 становника.